# 방매귀
방매귀(放枚鬼)는 나례를 모방한 민간적 구나(驅儺)이다. 민간에는 진자가 없고 푸른 대나무잎과 싸리가지와 익모초 줄기와 동쪽에 뻗어 자란 복숭아나뭇가지로 만든 비로 창살을 막 두드리고 북과 꽹과리를 마구 울리면서 역귀를 문 밖으로 몰아내는 흉내를 내는 민속행사이다.